# هيهاتشي ميشيما
هيهاتشي ميشيما (باليابانية: 三島 平八، بالروماجي: Mishima Heihachi) هو ابن جنباتشي ميشيما، والد كازويا ميشيما ولارس ألكسندرسون، والد لي تشاولان بالتبني وجد جين كازاما.
في محاولة منه للقضاء على «ضعف» ابنه، رمى هيهاتشي بكازويا، ابنه ذي الخمس سنوات، في وادٍ عميق، قائلاً بأنه إن كان ابنه حقاً فإنه سينجو من السقوط ويتسلق إلى الأعلى. من أجل تحفيز كازويا، تبنى هيهاتشي اليتيم الصيني لي ورباه كخصم ابنه الحقيقي. بعد أن سافر كازويا وصار بطلاً لايهزم، هيهاتشي ذو ال52 عاماً أعلن عن بدء بطولة ملك القبضة الحديدية من أجل اختباره. فاز كازويا بالبطولة، ورمى بهيهاتشي من نفس الجرف وامتلك السيطرة على الزايباتسو. نجا هيهاتشي من السقوط، وعاد بعد سنتين إلى البطولة الثانية لهزيمة ابنه، ورمى بابنه في بركان ليقتله. بعد ذلك (72 سنة الآن)، كون هيهاتشي جيشاً اسمه قوات تيكن. بعد خمسة عشر سنة من نهاية البطولة الثانية، في حطام المكسيك الوسطى قامت قوات تيكن باكتشاف أوغر، مخلوق مع تعطش لدم المقاتلين الأقوياء. ساعياً إلى صنع نمط الحياة القصوى من المخلوق، اهتم هيهاتشي بحفيده جين كازاما، دربه، وأعلن بعد أربع سنوات بطولة ملك القبضة الحديدية الثالثة كطعم. وصل أوغر وانهزم على يد جين، فقط لينقلب عليه هيهاتشي ويخونه ويحاول قتله. نجا جين، تحول إلى ديفل جين، ثم هاجم هيهاتشي وطار بعيداً.
بعد ذلك، حاول هيهاتشي دمج حمضه النووي مع حمض أوغر، لكنه اكتشف أنه يحتاج للجين الشيطاني كحفاز. الذي يحمله كل من ابنه وجين. في حين لم يستطع العثور على جين، علم هيهاتشي أن كازويا قد تم إنعاشه من قبل جي كوربوريشن، مؤسسة منافسة. من أجل استدراجهما كليهما، استضاف هيهاتشي بطولة ملك القبضة الحديدية الرابعة مع ملكية شركته المطلقة كالجائزة الكبرى. بعد أن اعتقلت قوات تيكن جين بعد وصوله، هزم هيهاتشي كازويا. لكن الاثنين قد هزما على يد جين الذي هرب بعد إبقائه على حياة هيهاتشي.
مباشرة بعد رحيل جين، هاجم جيش من جاك-4 المصنوعة والمرسلة من قبل جي كوربوريشن غزا هون-مارو. كان من الظاهر أن هيهاتشي مات في الهجوم، لكنه نجا من أجل استعادة السيطرة على المؤسسة في تيكن 5، تابع هيهاتشي دوره في تيكن 6 حيث سيطر جين على ميشيما زايباتسو.
يقاتل هيهاتشي بأسلوب كاراتيه ميشيما، وهو مؤسس وقائد قوات تيكن. قام هيهاتشي باستضافة نصف بطولات ملك القبضة الحديدية، في حين استضيفت كل من الثانية، الخامسة والسادسة من قبل كازويا، جنباتشي وجين على الترتيب.
هيهاتشي أحد الشخصيات الأربع التي ظهرت في جميع ألعاب تيكن (الثلاثة الآخرون: باول فينيكس، نينا ويليامز ويوشيمتسو). ظهر هيهاتشي أيضاً في سلسلة سول، كضيف مع يوشيمتسو نسخة بلاي ستيشن 2 من سول كاليبر II.
على الرغم من كونها غير متصلة بالسلسلة، في تيكن تاغ تورنمنت 2 وتيكن 3D: برايم إديشن، ظهر هيهاتشي يبدو أن هيهاتشي تراجع مرة أخرى إلى أبعد من ذلك في مظهره في تيكن 2، ويبدو بمظهر أصغر من ابنه، كازويا. علق كاتسهيرو هارادا على مؤدي الصوت الحالي للعبة حيث توفي الممثل السابق دايسكي غوري في 2010. هيهاتشي الآن وللمرة الأولى، يظهر بشعر رأسه كاملاً.
ظهر هيهاتشي لفترة وجيزة في اللعبة ديث باي ديغريز، كرئيس اختياري. ظهر هيهاتشي أيضاً كشخصية يمكن اللعب بها في نسخة بلاي ستيشن 2 للعبة القتالية، سول كالبير II (وهي اللعبة الوحيدة التي ظهر فيها يتحدث بالإنجليزية). هيهاتشي واحد من الشخصيات الإضافية المتاحة للعب بها أو ضدها في آنا كوميكوفا سماش كورت تنس لبلاي ستيشن (مع بعض شخصيات نامكو) وشخصية يمكن إلغاء قفلها في سماش كورت تنس برو تورنمنت 2. ظهر هيهاتشي كضيف في لعبة تيلز أوف ذا أبيس (كواحد من دمى أنيس) وباك مان فيفر (مع شخصيات أخرى من نامكو). في اللعبة المختلطة التخطيطية نامكو × كابكوم، ظهر هيهاتشي كواحد من الشخصيات التي يمكن اللعب بها ممثلاً كون نامكو. وسوف يظهر أيضاً في اللعبة المختلطة ستريت فايتر X تيكن.
ظهر هيهاتشي في كل من الأنمي تيكن: ذا موشن بكتشر، وقام جون باول شيبرد بأداء صوت هيهاتشي، وفيلم 2010، تيكن، وقام بأداء دوره كاري هيرويوكي تاغاوا. في الأول، كان هيهاتشي العدو الرئيسي، لكن في الثاني، كان في البداية عدواً لكنه أكثر تعاطفاً من شخصيته في اللعبة، كما أنه مستعد ليضحي بحياته لإنقاذ جين من جنود فيلق تيكن. ظهر هيهاتشي أيضاً في فيلم CGI عام 2011، تيكين : الثأر، الذي يوضح الأحداث ما بين تيكن 5 وتيكن 6. خلال الفيلم، واجه هيهاتشي جين مرة أخرى لكنه انهزم.
أبرز توهرو فجيساوا هيهاتشي كصورة في المانغا التي ألفها، غريت تيتشر أونيزوكا، بعد أن صممه مشابهاً لمظهره الأصغر سناً في تيكن. في المانغا، شارك هيهاتشي في منافسة للمصارعة بالأذرع مع بطل القصة أونيزوكا، يصيح مخاطبا مدخلات المتحكم بينما يصرخ الحشد له «اضربه مرات متتالية»! لكن هيهاتشي انتظره للحظة، تغلب أونيزوكا عليه، مسمياً إياه «رأس المثلث» كإهانة له.. ظهر هيهاتشي مرة أخرى في إصدار آخر لفترة قصيرة، يراقب بعض الطلاب من بعد وهم ينظفون الكتابة من على جدران المدرسة.

## وصلات خارجية
- تيكن ويكي
- تيكنبيديا الإنجليزية